# 朴建夏
朴 建夏（パク・ゴナ、パク・コナ、パク・コンハとも、박건하（韓国語の音便に従うと「パッコナ」と発音するのがもっとも正確）、1971年7月25日 - ）は、韓国出身の元サッカー選手、サッカー指導者。

## 来歴
慶煕大から実業団リーグのイーランドピューマFCを経て、1996年にドラフト1位で創設初年度の水原三星ブルーウィングスに入団。初年度に14得点を挙げて新人王を獲得し、韓国代表に選出される。
2000年、水原から柏レイソルへと移籍したユーゴスラビア人フォワードのサーシャ・ドラクリッチが故障したため、補充要員として3か月という短期間のみ柏に期限付き移籍。ファーストステージ第6節ホームの京都戦でVゴールを決めるが、来日早々にインフルエンザにかかったこともあり、Jリーグでの成績は5試合出場1得点のみにとどまった。
負傷もあり、それまではフォワードだったが、2004年頃からセンターバックに転向した。

## 所属クラブ
- 慶煕大学校
- 1994年 - 1995年  イーランド
- 1996年 - 2006年  水原三星ブルーウィングス
  - 2000年3月 - 5月  柏レイソル

## 個人成績
| 国内大会個人成績 | 国内大会個人成績 | 国内大会個人成績 | 国内大会個人成績 | 国内大会個人成績 | 国内大会個人成績 | 国内大会個人成績 | 国内大会個人成績 | 国内大会個人成績 | 国内大会個人成績 | 国内大会個人成績 | 国内大会個人成績 |
| 年度             | クラブ           | 背番号           | リーグ           | リーグ戦         | リーグ戦         | リーグ杯         | リーグ杯         | オープン杯       | オープン杯       | 期間通算         | 期間通算         |
| 年度             | クラブ           | 背番号           | リーグ           | 出場             | 得点             | 出場             | 得点             | 出場             | 得点             | 出場             | 得点             |
| 日本             | 日本             | 日本             | 日本             | リーグ戦         | リーグ戦         | リーグ杯         | リーグ杯         | 天皇杯           | 天皇杯           | 期間通算         | 期間通算         |
| ---------------- | ---------------- | ---------------- | ---------------- | ---------------- | ---------------- | ---------------- | ---------------- | ---------------- | ---------------- | ---------------- | ---------------- |
| 2000             | 柏               | 29               | J1               | 5                | 1                | 0                | 0                |                  |                  |                  |                  |
| 通算             | 日本             | 日本             | J1               | 5                | 1                | 0                | 0                |                  |                  |                  |                  |
| 総通算           | 総通算           | 総通算           | 総通算           | 5                | 1                | 0                | 0                |                  |                  |                  |                  |

## 代表歴

### 試合数
- 国際Aマッチ 20試合 5得点（1996年-1998年）[3]

| 韓国代表 | 国際Aマッチ | 国際Aマッチ |
| 年       | 出場        | 得点        |
| -------- | ----------- | ----------- |
| 1996     | 2           | 0           |
| 1997     | 15          | 5           |
| 1998     | 3           | 0           |
| 通算     | 20          | 5           |

## 指導歴
- 2007年 - 2009年  水原三星ブルーウィングス コーチ
- 2009年 - 2010年  水原三星ブルーウィングス U-18監督
- 2010年  水原三星ブルーウィングス 2軍監督
- 2011年 - 2012年  U-23韓国代表 コーチ
- 2013年 - 2016年  韓国代表 コーチ
- 2016年  ソウルイーランドFC 監督
- 2019年  大連一方 ヘッドコーチ
- 2019年  上海緑地申花 ヘッドコーチ
- 2020年 -  水原三星ブルーウィングス 監督